# Liste des députés des Ardennes
 (mai 2025).
Liste des députés des Ardennes

## Liste des députés élus sous laMonarchie constitutionnelle

### Assemblée législative (1791-1792)
8 députés et 3 suppléants
Députés titulaires:
- Nicolas Constant Golzart.
- Jean Antoine d'Averhoult.
- Jacques Augustin Déliars.
- Louis Damourette.
- Pierre-Charles-Louis Baudin.
- Jean-François Bournel.
- François Pierrot.
- Jean-Baptiste Hureaux.

## Liste des députés élus sous laPremière Républiqueet lePremier Empire

### Convention nationale(1792-1795)
8 titulaires et 4 suppléants
Titulaires :
- Jean-Baptiste Augustin Prosper Mennesson.
- Claude Joseph Ferry.
- Alexis Joseph Vermon.
- Pierre-Charles-Louis Baudin.
- Edmond Louis Alexis Dubois-Crancé.
- Basile Joseph Raux : démissionne immédiatement après son élection.
- Claude Thierriet.
- Michel Robert.

Suppléants ayant siégé :
- Jacques Blondel. Remplace Raux qui n'a pas siégé.
- Jean-Baptiste Piette. Remplace le 12 juin 1793 Mennesson démissionnaire le 5 juin.

### Conseil des Cinq-Cents(1795-1799)
Députés titulaires :
- Richard Chauchet-Bourgeois
- Simon Henry Caillon
- Étienne Théodore Clairon
- Jean Baptiste Bara
- Nicolas Constant Golzart
- Jean François Nicolas Marchoux
- Jacques Blondel
- Paul Joseph de Wauthier des Gates

### Corps législatif(1800-1814)
| Nom                                                | Nomination par le Sénat conservateur (Date) | Fin de mandat (Date) |
| -------------------------------------------------- | ------------------------------------------- | -------------------- |
| Nicolas Constant Golzart (1758-1827)               | 27 mars 1802                                | 4 juin 1814          |
| Joseph-Auguste Desrousseaux (1753-1838)            | 6 janvier 1813                              | 4 juin 1814          |
| Louis Lefèvre-Gineau (1751-1829)                   | 17 février 1807                             | 4 juin 1814          |
| François Barthélemy Beguinot (1747-1808)           | 27 mars 1802                                | 13 août 1807         |
| Charles-Gabriel-Jean Rousseau de Thelonne ( -1814) | 1er janvier 1800                            | 1er juillet 1804     |

## Chambre des représentants (Cent-Jours)
- Nicolas Antoine Regnard
- Jean-Baptiste Herbin-Dessaux
- Étienne Théodore Clairon
- Jean-Baptiste-Onésime Philippoteaux
- Jacques Watelier
- Louis Lefèvre-Gineau
- Jean-Nicolas Forest

## Liste des députés élus sous laRestaurationet lamonarchie de Juillet
Élections au suffrage censitaire

### Chambre des députés des départements(1814-1815)
Titulaires :
- Joseph-Auguste Desrousseaux
- Louis Lefèvre-Gineau
- Jean-Baptiste Herbin-Dessaux

### Chambre des députés des départements(1815-1816)
Titulaires :
- François Joseph de Riquet de Caraman
- Nicolas Constant Golzart
- Joseph-Auguste Desrousseaux
- Tatius Rodolphe Gilbert de Salis
- Claude Joseph d'Ivory

### IIelégislature de la Seconde Restauration(1816-1823)
Titulaires :
- Michel Veilande
- Joseph-Auguste Desrousseaux
- Tatius Rodolphe Gilbert de Salis décédé en 1820, remplacé par René-Louis-Victor de La Tour-du-Pin
- Louis Lefèvre-Gineau

### IIIelégislature de la Seconde Restauration(1824-1827)
Titulaires :
- Charles Angélique de Rémont
- Anne Étienne Louis Harmand d'Abancourt
- Marie Charles Clair Louis François de La Chevardière de La Grandville

### IVelégislature de la Seconde Restauration(1827-1830)
Titulaires :
- Laurent Cunin-Gridaine
- Anne Étienne Louis Harmand d'Abancourt
- Bertrand Clauzel
- Louis Lefèvre-Gineau

### Velégislature de la Seconde Restauration(1830-1830)
Titulaires :
- Laurent Cunin-Gridaine
- Anne Étienne Louis Harmand d'Abancourt
- Bertrand Clauzel

### IIelégislature de la monarchie de Juillet(1831-1834)
Titulaires :
- Augustin Barrachin
- Marie-François-Xavier-Joseph-Hubert Robert
- Laurent Cunin-Gridaine
- Bertrand Clauzel

### IIIelégislature de la monarchie de Juillet(1834-1837)
Titulaires :
- Gaspard Lavocat.
- Victor Union Oger.
- Laurent Cunin-Gridaine.
- Bertrand Clauzel.

### IVelégislature de la monarchie de Juillet(1837-1839)
Titulaires :
- Gaspard Lavocat.
- Victor Union Oger.
- Laurent Cunin-Gridaine.
- Bertrand Clauzel.

### Velégislature de la monarchie de Juillet(1839-1842)
Titulaires :
- Gaspard Lavocat.
- Victor Union Oger.
- Laurent Cunin-Gridaine.
- Bertrand Clauzel.
- Mortimer Ternaux : succède à Bertrand Clauzel, décédé.

### VIelégislature de la monarchie de Juillet(1842-1846)
Titulaires :
- Mortimer Ternaux.
- Gaspard Lavocat.
- Victor Union Oger.
- Laurent Cunin-Gridaine.

### VIelégislature de la monarchie de Juillet(1846-1848)
Titulaires :
- Gaspard Lavocat.
- Victor Union Oger.
- Laurent Cunin-Gridaine.
- Mortimer Ternaux;

## Liste des députés élus sous laIIeRépublique
Élections au suffrage universel masculin à partir de 1848

### Assemblée nationale constituante (1848-1849)
8 députés et x suppléants
Députés :
- Jules Talon.
- Jean-Baptiste Payer.
- Joseph Eugène Blanchard.
- Mortimer Ternaux.
- Edmond Toupet des Vignes.
- Jean-Baptiste Tranchart.
- Nicolas Drappier;
- Léon Robert.

### Assemblée nationale législative (1849-1851)
7 députés et x suppléants
Députés :
- Mortimer Ternaux.
- Jules Talon.
- Jules Évain.
- Jean-Baptiste Payer.
- Jules François Riché.
- Charles Cunin-Gridaine.
- Edmond Toupet des Vignes.

## Liste des députés élus sous leSecond Empire

### Irelégislature(1852-1857)
- Jules François Riché.
- Eugène de Ladoucette.

### IIelégislature(1857-1863)
- Jules François Riché.
- Élizé de Montagnac, en remplacement de Jules François Riché nommé conseiller d’État.
- Eugène de Ladoucette.

### IIIelégislature(1863-1869)
- Prosper Joseph Sibuet.
- Eugène de Ladoucette.
- Élizé de Montagnac.

### IVelégislature(1869-1870)
- Prosper Joseph Sibuet.
- Eugène de Ladoucette.
- Élizé de Montagnac.

## IIIeRépublique

### Assemblée nationale(1871-1876)
- Gustave Gailly, Centre gauche
- Alfred Chanzy, Centre gauche, élu sénateur en 1875, non remplacé
- Auguste Philippoteaux, Centre gauche
- Edmond Toupet des Vignes, Centre gauche
- Gaston Maximilien Louis Eugène de Béthune, Union des droites
- Mortimer Ternaux; Centre droit, décédé le 6 novembre 1871, remplacé par Léon Robert, Gauche républicaine, élu le 7 janvier 1872

### Irelégislature(1876-1877)
- Étienne Drumel
- Gustave Gailly
- Théophile Armand Neveux
- Auguste Philippoteaux
- Eugène de Ladoucette

### IIelégislature(1877-1881)
- Étienne Drumel
- Louis Eugène Péronne
- Gustave Gailly élu sénateur en 1880, remplacé par Émile Corneau
- Théophile Armand Neveux
- Auguste Philippoteaux

### IIIelégislature(1881-1885)
- Étienne de Ladoucette
- Étienne Drumel
- Émile Corneau
- Théophile Armand Neveux
- Auguste Philippoteaux

### IVelégislature(1885-1889)
- Gustave Gobron
- Théophile Armand Neveux élu sénateur en 1888, remplacé par Désiré Linard
- Eugène Alfred Jacquemart
- Jean-Baptiste Fagot
- Émile Corneau

### Velégislature(1889-1893)
- Vouziers : Étienne de Ladoucette, Droite
- Rethel : Désiré Linard, Républicain
- Sedan : Louis Varlet, Républicain
- Rocroi : Eugène Alfred Jacquemart, Républicain radical
- Mézières : Émile Corneau, Républicain radical

Source : journal Le Temps du 24 septembre et du 8 octobre 1889 sur Gallica,.

### VIelégislature(1893-1898)
- Vouziers : Edmé Bourgoin, Républicain, décédé en 1897, remplacé par Lucien Hubert, Républicain
- Rocroi : Henri Dunaime, Radical
- Mézières : Adrien de Wignacourt, Rallié
- Rethel : Désiré Linard, Républicain
- Sedan : Auguste Philippoteaux, Républicain modéré, décédé en 1895, remplacé par Isaac Villain, Républicain

Source : journal Le Temps du 22 août et du 5 septembre 1893 sur Gallica,.

### VIIelégislature(1898-1902)
- Vouziers : Lucien Hubert,  Radical
- Mézières : Gaétan Albert-Poulain, Socialiste
- Sedan : Élysée Lassalle, Socialiste
- Rocroi : Henri Dunaime, Républicain
- Rethel : Maurice Ternaux-Compans, Républicain

Source : journal Le Temps du 10 mai et du 24 mai 1898 sur Gallica,.

### VIIIelégislature(1902-1906)
- Vouziers : Lucien Hubert, Radical
- Mézières : Gaétan Albert-Poulain, Socialiste
- Sedan : Élysée Lassalle, Socialiste
- Rocroi : Henri Dunaime, Républicain ministériel
- Rethel : Albert Sandrique, Radical

Source : journal Le Temps du 29 avril et du 13 mai 1902 sur Gallica,.

### IXelégislature(1906-1910)
- Vouziers : Lucien Hubert, Radical
- Mézières : Gaétan Albert-Poulain, Socialiste
- Sedan : Elysée Lassalle, Socialiste
- Rocroi : Henri Dunaime, Républicain
- Rethel : Albert Sandrique, Radical

Sources : Journal Le Temps du 6 et du 22 mai 1906 sur Gallica - ,.

### Xelégislature(1910-1914)
- Vouziers : Lucien Hubert, Gauche radicale, élu sénateur en 1912, remplacé par Maurice Bosquette, Radical socialiste, élu le 25 février 1912
- Mézières-1 : Henri Doizy, socialistes unifiés
- Mézières-2 : Gaétan Albert-Poulain, socialistes unifiés
- Sedan : Henri Gallois, Gauche démocratique
- Rethel : Maurice Braibant, Gauche radicale
- Rocroi : Henri Dunaime, Gauche radicale

Sources : Journal Le Temps du 24 avril et du 8 mai 1910 sur Gallica - ,.

### XIelégislature(1914-1919)
- Vouziers : Maurice Bosquette, Radical socialiste
- Mézières-2 : Henri Doizy, SFIO
- Mézières-1 : Gaétan Albert-Poulain, SFIO, décédé le 19 mars 1916, non remplacé
- Rethel : Maurice Braibant, Gauche radicale
- Rocroi : Albert Demoulin, SFIO
- Sedan : Léon Charpentier, Gauche radicale

Sources : Journal Le Temps du 28 avril et du 12 mai 1914 sur Gallica - ,.

### XIIelégislature(1919-1924)
Les élections législatives de 1919 furent organisées au scrutin proportionnel de liste. Elles marquèrent au niveau national la victoire du "Bloc national" de centre-droit.
Liste d'Union républicaine ardennaise
- Edmond Petitfils, Indépendant (Droite)
- Louis Tillhet, Républicain de gauche (Modéré)
- Maurice Bosquette, Parti radical et radical-socialiste
- Henri Philippoteaux, Républicain socialiste
- Henri Gallois, Entente républicaine démocratique
- Albert Meunier, Parti radical et radical-socialiste

Source : Barodet, sur le site de l'Assemblée Nationale - https://bibnum.sciencespo.fr/s/catalogue/ark:/46513/sc16m2kz#?c=&m=&s=&cv=

### XIIIelégislature(1924-1928)
Les élections législatives de 1924 furent organisées au scrutin proportionnel de liste. Elles marquèrent au niveau national national la victoire du "Cartel des gauches".
Liste d'Union républicaine
- Maurice Bosquette, Gauche radicale
- Albert Meunier, Gauche radicale
- Edmond Petitfils, Démocrate
- Henri Dunaime, Gauche radicale, décédé le 17 décembre 1926, non remplacé

Liste du Cartel des Gauches
- Henri Philippoteaux, Conseiller général, Républicain socialiste et socialiste français
- Jules Courtehoux, Conseiller d'arrondissement, maire de Tannay, Républicain socialiste et socialiste français

Source : Barodet sur le site de l'Assemblée Nationale - https://bibnum.sciencespo.fr/s/catalogue/ark:/46513/sc16m1m0#?c=&m=&s=&cv=

### XIVelégislature(1928-1932)
Les élections législatives furent au scrutin d'arrondissement majoritaire à deux tours de 1928 à 1936.
- Mézières-1/Sedan : Étienne Riché, Gauche sociale et radicale
- Rethel : Albert Meunier, Gauche sociale et radicale, élu sénateur en 1930, remplacé par Ferdinand Ledoux, Radical-socialiste, élu le 30 mars 1930
- Rocroi : Henri Philippoteaux, Radical-socialiste, élu sénateur en 1930, remplacé par Firmin Leguet, élu le 6 avril 1930
- Vouziers : Jules Courtehoux, Radical-socialiste
- Mézières-2 : Charles Boutet, SFIO

Source : Élections législatives 22-29 avril 1928 de Georges Lachapelle - https://gallica.bnf.fr/ark:/12148/bpt6k320439r.texteImage#

### XVelégislature(1932-1936)
- Sedan : Étienne Riché, Gauche radicale (Radicaux indépendants), décédé le 31 juillet 1934, remplacé par Edmond Barrachin, Fédération républicaine, élu le 4 novembre 1934
- Rocroi : Pierre Viénot, Parti socialiste français
- Mézières-1 : Maurice Voirin, SFIO
- Rethel : Ferdinand Ledoux, Radical-socialiste
- Vouziers : Jules Courtehoux, Radical-socialiste
- Mézières-2 : Charles Boutet, SFIO

### XVIelégislature(1936-1940)
- Mézières-2 : Pierre Lareppe, PC-SFIC, déchu de son mandat le 21 janvier 1940 [15]
- Rocroi : Pierre Viénot, Union socialiste républicaine
- Sedan : Gabriel Delattre, Radical-socialiste
- Mézières-1 : Maurice Voirin, SFIO
- Rethel : Ferdinand Ledoux, Radical-socialiste, décédé le 19 février 1945
- Vouziers : Jules Courtehoux, Radical-socialiste

### Assemblée nationale constituante de 1945(1945-1946)
- René Penoy.
- Jules Mouron.
- Pierre Lareppe.
- Jacques Bozzi.

### Assemblée nationale constituante de 1946(1946-1946)
- René Penoy.
- Jules Mouron.
- Andrée Viénot.
- Pierre Lareppe.

## Liste des députés sous laIVeRépublique

### Irelégislature(1946-1951)
- René Penoy.
- Jean Blocquaux.
- Andrée Viénot.
- Pierre Lareppe.
- Guy Desson le 3 décembre 1947 en remplacement de Viénot démissionnaire le 13 novembre.

### IIelégislature(1951-1955)
- René Penoy.
- Camille Titeux.
- Guy Desson.
- Raymond Lefèvre.

### IIelégislature(1956-1958)
- René Penoy.
- Camille Titeux.
- Guy Desson.
- Pierre Lareppe.

## Liste des députés sous laVeRépublique

### IeLégislature (1958-1962)
| Circonscription           | Député         | Parti | Parti | Suppléant        | Autre mandat                        |
| ------------------------- | -------------- | ----- | ----- | ---------------- | ----------------------------------- |
| Première circonscription  | Michel Colinet |       | CNI   | Pierre Caniart   | Conseiller municipal de Boulzicourt |
| Deuxième circonscription  | Maurice Blin   |       | MRP   | Jeanne Carlot    |                                     |
| Troisième circonscription | Roger Noiret   |       | UNR   | Robert Maizières |                                     |

### IIeLégislature (1962-1967)
| Circonscription           | Député         | Parti | Parti   | Suppléant       | Autre mandat |
| ------------------------- | -------------- | ----- | ------- | --------------- | ------------ |
| Première circonscription  | Lucien Meunier |       | UNR-UDT | Raymond Cocu    |              |
| Deuxième circonscription  | Jean Le Gall   |       | UNR-UDT | André Ebling    |              |
| Troisième circonscription | Roger Noiret   |       | UNR-UDT | Philippe Auroir |              |

### IIIeLégislature (1967-1968)
| Circonscription           | Député         | Parti | Parti | Suppléant            | Autre mandat                                       |
| ------------------------- | -------------- | ----- | ----- | -------------------- | -------------------------------------------------- |
| Première circonscription  | Lucien Meunier |       | UD-Ve | Raymond Cocu         | Maire de Juniville                                 |
| Deuxième circonscription  | André Lebon    |       | SFIO  | Albert Galliot       | Conseiller général du Canton de Charleville-Centre |
| Troisième circonscription | Guy Desson     |       | PSU   | Jean-François Dromby | Conseiller général du Canton de Grandpré           |

### IVeLégislature (1968-1973)
| Circonscription           | Député            | Parti | Parti | Suppléant      | Autre mandat                                       |
| ------------------------- | ----------------- | ----- | ----- | -------------- | -------------------------------------------------- |
| Première circonscription  | Lucien Meunier    |       | UDR   | Michel Patris  | Maire de Juniville                                 |
| Deuxième circonscription  | André Lebon       |       | SFIO  | Albert Galliot | Conseiller général du Canton de Charleville-Centre |
| Troisième circonscription | Jacques Sourdille |       | UDR   | Marcel Caquot  | Conseiller général du Canton de Grandpré           |

### VeLégislature (1973-1978)
| Circonscription           | Député            | Parti | Parti | Suppléant      | Autre mandat |
| ------------------------- | ----------------- | ----- | ----- | -------------- | --- |
| Première circonscription  | Lucien Meunier    |       | UDR   | Guy Provendier | Maire de Juniville |
| Deuxième circonscription  | André Lebon       |       | PS    | Albert Galliot | Conseiller général du Canton de Charleville-Centre                                                                         |
| Troisième circonscription | Jacques Sourdille |       | UDR   | Henri Vin      | Conseiller général du Canton de Grandpré Remplacé par Henri Vin le 2 mai 1977 à la suite de sa nomination au gouvernement. |

### VIeLégislature (1978-1981)
| Circonscription           | Député            | Parti | Parti | Suppléant       | Autre mandat                              |
| ------------------------- | ----------------- | ----- | ----- | --------------- | ----------------------------------------- |
| Première circonscription  | Alain Léger       |       | PCF   | Roger Villemaux |                                           |
| Deuxième circonscription  | René Visse        |       | PCF   | Jacky Mougenot  | Conseiller général du Canton de Monthermé |
| Troisième circonscription | Jacques Sourdille |       | RPR   | Henri Vin       | Conseiller général du Canton de Grandpré  |

### VIIeLégislature (1981-1986)
| Circonscription           | Député             | Parti | Parti | Suppléant          | Autre mandat                                                               |
| ------------------------- | ------------------ | ----- | ----- | ------------------ | -------------------------------------------------------------------------- |
| Première circonscription  | Roger Mas          |       | PS    | Jean-Claude Faynot | Maire de Charleville-Mézières                                              |
| Deuxième circonscription  | Gérard Istace      |       | PS    | André Fuzellier    | Maire de Revin                                                             |
| Troisième circonscription | Gilles Charpentier |       | PS    | Michel Baudier     | Maire de Sedan (→ 1983) Conseiller général du Canton de Sedan-Est (→ 1985) |

### VIIIeLégislature (1986-1988)
Scrutin proportionnel plurinominal par département
| Liste   | Député            | Parti | Parti | Suppléant        | Autre mandat                             |
| ------- | ----------------- | ----- | ----- | ---------------- | ---------------------------------------- |
| PS      | Roger Mas         |       | PS    | pas de suppléant | Maire de Charleville-Mézières            |
| RPR-UDF | Jacques Sourdille |       | RPR   | pas de suppléant | Conseiller général du Canton de Grandpré |
| RPR-UDF | Michel Vuibert    |       | UDF   | pas de suppléant |                                          |

### IXeLégislature (1988-1993)
| Circonscription           | Député          | Parti | Parti | Suppléant      | Autre mandat                             |
| ------------------------- | --------------- | ----- | ----- | -------------- | ---------------------------------------- |
| Première circonscription  | Roger Mas       |       | PS    | Raymond Dervin | Maire de Charleville-Mézières            |
| Deuxième circonscription  | Gérard Istace   |       | PS    | Louis Auboin   | Maire de Revin                           |
| Troisième circonscription | Jean-Paul Bachy |       | PS    | Michel Baudier | Conseiller régional de Champagne-Ardenne |

### XeLégislature (1993-1997)
| Circonscription           | Député          | Parti | Parti    | Suppléant         | Autre mandat                                 |
| ------------------------- | --------------- | ----- | -------- | ----------------- | -------------------------------------------- |
| Première circonscription  | Michel Vuibert  |       | UDF-FD   | Géraud Spire      | Conseiller général du Canton de Rethel       |
| Deuxième circonscription  | Philippe Mathot |       | UDF-PR   | Thérèse Girard    | Conseiller municipal de Charleville-Mézières |
| Troisième circonscription | Claude Vissac   |       | app. RPR | Jean-Luc Warsmann | Maire de Sedan                               |

### XIeLégislature (1997-2002)
| Circonscription           | Député            | Parti | Parti | Suppléant          | Autre mandat                                             |
| ------------------------- | ----------------- | ----- | ----- | ------------------ | -------------------------------------------------------- |
| Première circonscription  | Claudine Ledoux   |       | PS    | James Champenois   | Maire de Charleville-Mézières                            |
| Deuxième circonscription  | Philippe Vuilque  |       | PS    | Bernard Dahout     | Conseiller régional de Champagne-Ardenne                 |
| Troisième circonscription | Jean-Luc Warsmann |       | RPR   | Jean-Paul Grasmuck | Maire de Douzy Conseiller général du Canton de Grandpré. |

### XIIeLégislature (2002-2007)
| Circonscription           | Député            | Parti | Parti | Suppléant         | Autre mandat                                             |
| ------------------------- | ----------------- | ----- | ----- | ----------------- | -------------------------------------------------------- |
| Première circonscription  | Bérengère Poletti |       | UMP   | François Guérin   | Conseillère régionale de Champagne-Ardenne               |
| Deuxième circonscription  | Philippe Vuilque  |       | PS    | Jocelyne Frédéric | Vice-président du conseil régional de Champagne-Ardenne  |
| Troisième circonscription | Jean-Luc Warsmann |       | UMP   | Christine Noiret  | Maire de Douzy Conseiller général du Canton de Grandpré. |

### XIIIeLégislature (2007-2012)
| Circonscription           | Député            | Parti | Parti | Suppléant         | Autre mandat                                                      |
| ------------------------- | ----------------- | ----- | ----- | ----------------- | ----------------------------------------------------------------- |
| Première circonscription  | Bérengère Poletti |       | UMP   | François Guérin   | Conseillère régionale de Champagne-Ardenne                        |
| Deuxième circonscription  | Philippe Vuilque  |       | PS    | Jocelyne Frédéric | Vice-président du conseil régional de Champagne-Ardenne           |
| Troisième circonscription | Jean-Luc Warsmann |       | UMP   | Christine Noiret  | Maire de Douzy Conseiller général du Canton de Grandpré (→ 2011). |

### XIVeLégislature (2012- 2017)
| Circonscription           | Député             | Parti | Parti | Suppléant        | Autre mandat                                            |
| ------------------------- | ------------------ | ----- | ----- | ---------------- | ------------------------------------------------------- |
| Première circonscription  | Bérengère Poletti  |       | UMP   | Renaud Averly    | Conseillère régionale de Champagne-Ardenne              |
| Deuxième circonscription  | Christophe Léonard |       | PS    | Claudine Roger   | Conseiller général du canton de Charleville-Centre      |
| Troisième circonscription | Jean-Luc Warsmann  |       | UMP   | Christine Noiret | Conseiller régional de Champagne-Ardenne Maire de Douzy |

### XVeLégislature (2017-2022)
| Circonscription           | Député            | Parti | Parti | Suppléant                | Autre mandat                                                                    |
| ------------------------- | ----------------- | ----- | ----- | ------------------------ | ------------------------------------------------------------------------------- |
| Première circonscription  | Bérengère Poletti |       | LR    | Bernard Portier          | Conseillère départementale du canton de Château-Porcien                         |
| Deuxième circonscription  | Pierre Cordier    |       | LR    | Isabelle Coquet-Cordioli | Conseiller départemental du canton de Charleville-Mézières-2 Maire de Neufmanil |
| Troisième circonscription | Jean-Luc Warsmann |       | LR    | Christine Noiret-Richet  | Vice-président du Conseil régional du Grand Est                                 |

### XVIeLégislature (2022-2024)
| Circonscription           | Député            | Parti | Parti | Suppléant               | Autre mandat                                                 |
| ------------------------- | ----------------- | ----- | ----- | ----------------------- | ------------------------------------------------------------ |
| Première circonscription  | Lionel Vuibert    |       | Agir  | Armelle Lequeux-Laménie | Maire de Faissault                                           |
| Deuxième circonscription  | Pierre Cordier    |       | LR    | Isabelle Coquet         | Conseiller départemental du canton de Charleville-Mézières-2 |
| Troisième circonscription | Jean-Luc Warsmann |       | UDI   | Nicolas Villenet        | Conseiller régional du Grand Est                             |

### XVIIeLégislature (2024- )
| Circonscription | Député                                     | Parti | Parti | Suppléant               | Autre mandat                                                 |
| --- | ------------------------------------------ | ----- | ----- | ----------------------- | ------------------------------------------------------------ |
| Première circonscription | Flavien Termet (jusqu'au 4 octobre 2024)   |       | RN    | Michel Delsuc           |                                                              |
| Première circonscription | Lionel Vuibert (depuis le 9 décembre 2024) |       | DVD   | Armelle Lequeux-Laménie | Conseiller départemental du Canton de Signy-l’Abbaye         |
| Deuxième circonscription | Pierre Cordier                             |       | LR    | Isabelle Coquet         | Conseiller départemental du canton de Charleville-Mézières-2 |
| Troisième circonscription | Jean-Luc Warsmann                          |       | UDI   | Nicolas Villenet        | Conseiller régional du Grand Est                             |
| Le 30 septembre 2024, Flavien Termet annonce quitter son mandat de député pour « raisons de santé » ou « raisons personnelles », raisons non explicitées plus précisément. D'où une élection législative partielle, sur la première circonscription, en décembre 2024. |                                            |       |       |                         |                                                              |